# Infanterie-Division Generalgouvernement
La Infanterie-Division Generalgouvernement fu una divisione dell'esercito tedesco attiva durante la seconda guerra mondiale.

## Storia
La divisione fu fondata il 13 febbraio 1944 in Polonia, ma già il 23 marzo 1944 fu in gran parte incorporata nella 72. Infanterie-Division.

## Ordine di battaglia
- Grenadier-Regiment Lemberg
- Grenadier-Regiment Lublin
- Pionier-Bataillon Generalgouvernement
- Panzerjäger-Kompanie Generalgouvernement
- Nachrichten-Kompanie Generalgouvernement
- Divisionsnachschubtruppen Generalgouvernement[1]

## Comandanti
- Generalleutnant Gustav Harteneck (13 febbraio 1944 - 23 marzo 1944)[1]